# Jeremy Beard
Jeremy Beard (1972–) amerikai baseballjátékos és -edző, 2007 és 2014 között a Cal State Bakersfield Roadrunners vezetőedzője. 1992–1993-ban a Linn–Benton megyei Közösségi Főiskolán, 1994–1995-ben pedig az Oregon State Beaversnél játszott.

## Játékosként
Három évig az Észak-salemi Középiskolába járt, majd a tigardi középiskolába iratkozott át. Érettségit követően a Linn–Benton megyei Közösségi Főiskolára, majd az Oregoni Állami Egyetemre járt, ahol 1994-ben a csapat divízióbajnok lett.

## Edzőként
Az Oregoni Állami Egyetem hallgatójaként a baseballcsapat helyettes edzője is volt. 1998 és 2001 között a Central Catholic High School vezetőedzője volt. Később a Columbia Basin College, majd a Nyugat-nevadai Főiskola dobóedzője lett. 2014 és 2015 között a Portland Pilots munkatársa volt.
2015 őszén a Cal State Bakersfield Roadrunners dobóedzője, majd 2016. december 16-án Bob Macaluso menesztését követően ideiglenes vezetőedzője lett. 2017-ben állandó vezetőedzővé nevezték ki.
2024. május 28-án bejelentették lemondását.

## Eredményei vezetőedzőként
| Szezon                                                          | Eredmény                                                        | Eredmény                                                        | Helyezés                                                        | Továbbjutás                                                     |
| Szezon                                                          | Összesített                                                     | Konferencia                                                     | Helyezés                                                        | Továbbjutás                                                     |
| Cal State Bakersfield Roadrunners (Western Athletic Conference) | Cal State Bakersfield Roadrunners (Western Athletic Conference) | Cal State Bakersfield Roadrunners (Western Athletic Conference) | Cal State Bakersfield Roadrunners (Western Athletic Conference) | Cal State Bakersfield Roadrunners (Western Athletic Conference) |
| --------------------------------------------------------------- | --------------------------------------------------------------- | --------------------------------------------------------------- | --------------------------------------------------------------- | --------------------------------------------------------------- |
| 2017                                                            | 32–24                                                           | 14–10                                                           | 3.                                                              | WAC bajnokság                                                   |
| 2018                                                            | 21–36                                                           | 10–14                                                           | 6.                                                              | WAC bajnokság                                                   |
| 2019                                                            | 24–38                                                           | 12–15                                                           | 6.                                                              | WAC bajnokság                                                   |
| 2020                                                            | 5–9                                                             | 0–0                                                             | –                                                               | A szezon a Covid19 miatt megszakadt.                            |
| Cal State Bakersfield Roadrunners (Big West Conference)         |                                                                 |                                                                 |                                                                 |                                                                 |
| 2021                                                            | 20–23                                                           | 17–19                                                           | 7.                                                              | –                                                               |
| 2022                                                            | 18–34                                                           | 11–19                                                           | 9.                                                              | –                                                               |
| 2023                                                            | 18–34                                                           | 9–21                                                            | 9.                                                              | –                                                               |
| 2024                                                            | 15–38                                                           | 8–22                                                            | 9.                                                              | –                                                               |
| Összesen:                                                       | 153–236                                                         | 36–39                                                           | –                                                               | –                                                               |
| Összesen:                                                       | 153–236                                                         | 45–81                                                           | –                                                               | –                                                               |

## Fordítás
- Ez a szócikk részben vagy egészben  a   Jeremy Beard című angol Wikipédia-szócikk ezen változatának fordításán alapul.  Az eredeti cikk szerkesztőit annak laptörténete sorolja fel. Ez a jelzés csupán a megfogalmazás eredetét és a szerzői jogokat jelzi, nem szolgál a cikkben szereplő információk forrásmegjelöléseként.